# Papiro di Fayyum
Il frammento noto come papiro del Fayyum o frammento del Fayyum (P. Vindob. G 2325) contiene un breve testo in greco di natura evangelica non riconducibile con certezza ad alcun vangelo apocrifo o canonico. È attualmente conservato presso la Biblioteca nazionale austriaca a Vienna.

## Storia e descrizione del frammento
Il frammento del Fayyum proviene dal distretto amministrativo dell'Arsinoite (Fayyum) e risale alla prima metà del III secolo. Fu pubblicato per la prima volta da Gustav Bickell nel 1885 e ripubblicato due anni dopo con alcune correzioni dallo stesso Bickell; da allora numerosi studi sono stati dedicati al frammento.
Il frammento è costituito da sei righe, più alcune tracce di inchiostro della settima riga. Il verso del frammento non è scritto, e ciò ha fatto supporre che facesse parte di un rotolo. La ricostruzione del testo del frammento non è condivisa da tutti gli studiosi, specie per la prima riga che risulta difficilmente ricostruibile. Il testo contiene un dialogo tra Gesù e Pietro dopo l'ultima cena e narra lo stesso episodio di Mc 14,26-30 e Mt 26,30-34. Tuttavia non è chiaro a quale opera appartenesse il frammento: è stato proposto che il testo sia una parafrasi o una sintesi del materiale sinottico, oppure che provenga da un vangelo ignoto, oppure che provenga dal Vangelo di Pietro.